# Jacquin-ikravirág
A Jacquin-ikravirág (Arabis soyeri subsp. subcoriacea) a keresztesvirágúak (Brassicales) rendjébe, ezen belül a káposztafélék (Brassicaceae) családjába tartozó Arabis soyeri alfaja.

## Előfordulása
A Jacquin-ikravirág elterjedési területe az Alpok, a Pireneusok és a Kárpátok.

## Megjelenése
A Jacquin-ikravirág 10-30 centiméter magas, felálló, egyszerű szárú, kopasz, évelő növény, fényes zöld levelekkel. A tőlevelek csokrot alkotnak, alakjuk hosszúkás fordított tojásdad, ép szélűek vagy gyengén fogazottak, nyélbe keskenyedők. A szárlevelek számosak (5-12), tojás alakúak vagy hosszúkásak, félig szárölelők, szélük részben aprón fogazott. A négy szirmú, fehér virágok 3-5 milliméter hosszú kocsányokon tömött, ernyőszerű fürtben helyezkednek el. A szirom 6-7 milliméter hosszú, keskeny, lapát alakú. A csészelevelek száma 4, hosszúságuk 3-4 milliméter, felállók, tojásdadok, csúcsuk lilásvörös befuttatású. A becő 30-50 milliméter hosszú és 2,5 milliméter széles, nyeles. A terméses szár megnyúlt.

## Életmódja
A Jacquin-ikravirág az alhavasi és a havasi övben 2800 méter magasságig él, patakok partján, forráskifolyóknál, meszes talajokon.
A virágzási ideje június–szeptember között van.

## Képek

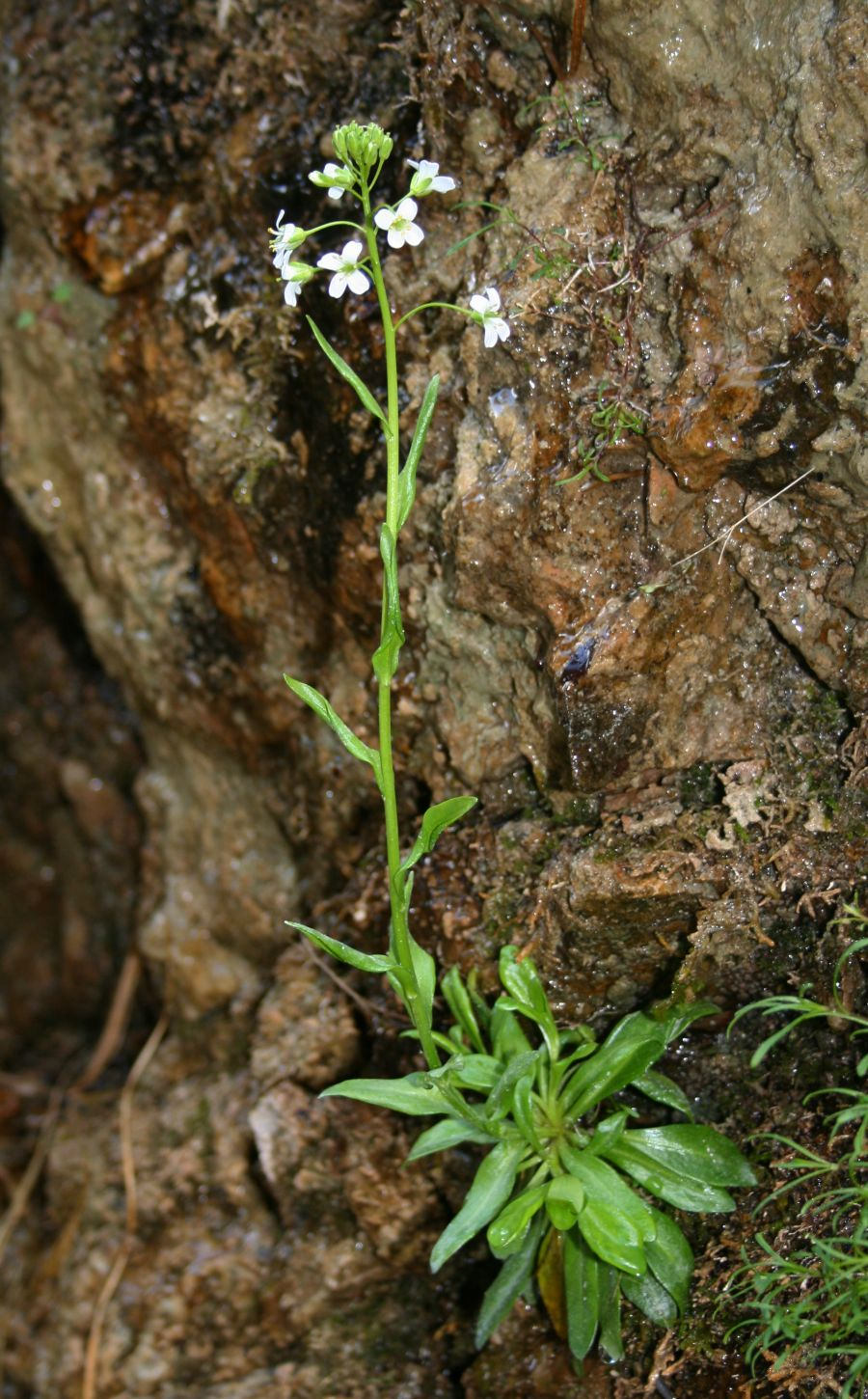
Természetes élőhelyén
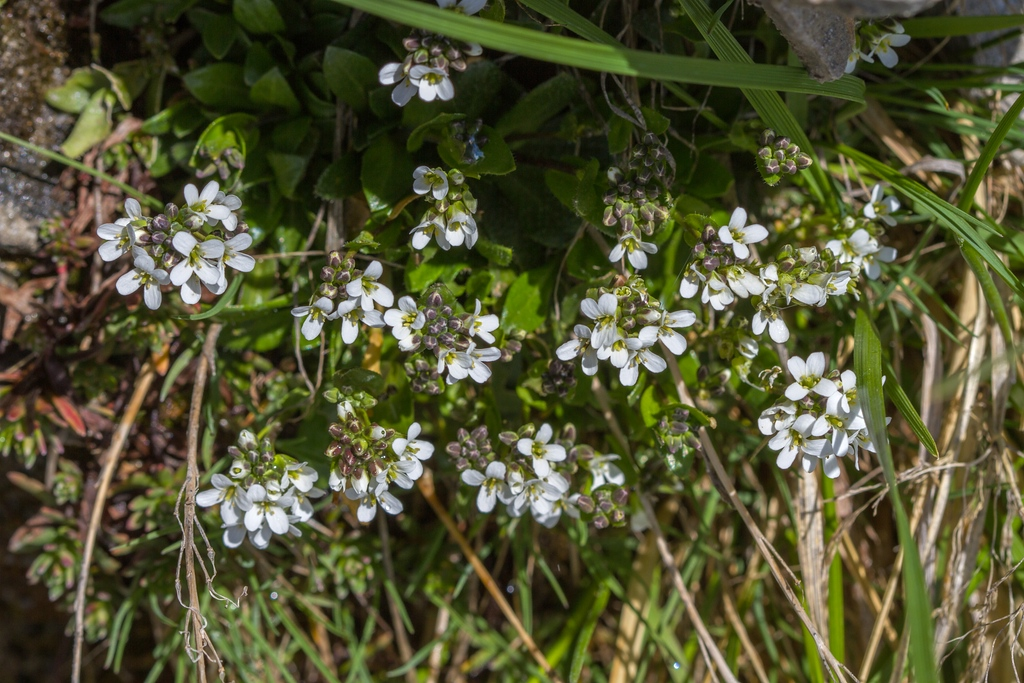